# Nikolaus Mangold
Nikolaus „Klaus“ Mangold (* 15. Januar 1950 in Bad Tölz) ist ein ehemaliger deutscher Eishockeyspieler. Er war als Stürmer unter anderem für den Mannheimer ERC aktiv.

## Laufbahn
Mangold wurde in der Saison 1973/74 und in der Saison 1975/76 mit dem Berliner SC unter Trainer Xaver Unsinn Deutscher Eishockeymeister. Nach seinem Wechsel nach Mannheim stieg Mangold vor der Saison 1978/79 mit dem Mannheimer ERC in die Eishockey-Bundesliga auf. In der Saison 1979/80 wurde er als Mannschaftskapitän mit dieser Mannschaft unter Trainer Heinz Weisenbach Deutscher Meister. In der Meisterschaftssaison gelangen ihm in 44 Spielen acht Tore. Mangold wechselte nach der Saison zum EHC 70 München, bevor er sich dem TEV Miesbach anschloss.
Mangold spielte 14 Spiele für die deutsche Eishockeynationalmannschaft und nahm an der Eishockey-Weltmeisterschaft 1976 teil.